# غيلمار سيرافيم دي كوتو
غيلمار سيرافيم دي كوتو (بالبرتغالية: Gilmar Serafim de Couto‏) المعروف باسم غيلمار (مواليد 3 يناير 1982 في البرازيل) هو لاعب كرة قدم برازيلي يجيد اللعب في مركز المهاجم. اعتزل اللعب في 1 ديسمبر 2018.